# Железнодорожная линия Песчанокопская — Передовая
Железнодорожная линия Песчанокопская — Передовая — железная дорога протяжённостью 97 км, построенная в период с 1987 по 1993 год.

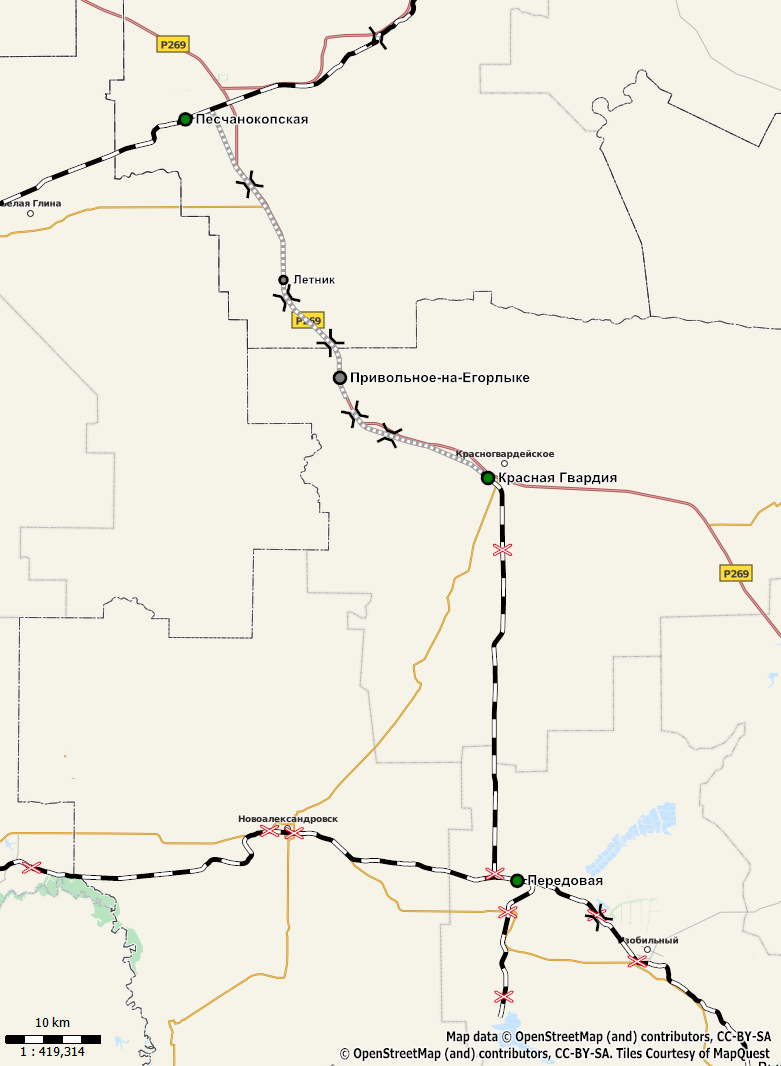
Схема линии

Дорога проходила по территории Ростовской области и Ставропольского края и соединяла станции Песчанокопская и Передовая.

## История
Идея постройки железной дороги для прямой связи Ставрополя и Ростова-на-Дону возникла в 1903 году, но в связи с Первой мировой войной о ней на долгое время забыли.
Опять о железнодорожной ветке вспомнили, когда к власти пришёл Михаил Горбачёв, родившийся в селе Привольном (впоследствии одна из станций ветки). Он распорядился связать село Красногвардейское со станцией Песчанокопская, расположенной на линии Волгоград — Тихорецкая в Ростовской области, и со станцией Передовая в Ставропольском крае, при этом одна из промежуточных станций появлялась в Привольном. Новая железная дорога была введена в эксплуатацию в 1989 году, в народе её называли «горбачёвкой» или «горбачёвским БАМом».
В дальнейшем ветку решили закольцевать и достроили участок до станции Передовой на линии Кавказская — Ставрополь. Было организовано движение пассажирского поезда Ставрополь — Москва-Павелецкая (№ 257/258).
В 1998 году руководством СКЖД было принято решение о демонтаже данной ветки. Для этого необходимо было согласование с местными властями. Данное разрешение было получено на территории Ростовской области. 53-километровый участок Песчанокопская — Красная Гвардия был ликвидирован.

## Станции
- Песчанокопская
- Рассыпное
- Летник
- Привольное-на-Егорлыке
- Красная Гвардия
- Передовая